# Las cruzadas
Las Cruzadas (The Crusades) es una película de 1935 dirigida por Cecil B. DeMille y producida por Paramount Pictures. Fue nominada en los Oscars a Mejor Fotografía (Victor Milner) y en el Festival de cine de Venecia de 1935 a mejor film extranjero.

## Argumento
Gran parte de la trama de esta película se basa en la Tercera Cruzada, en la que el rey Ricardo Corazón de León se embarcó con el fin de devolver Jerusalén a los cristianos.
Durante el asalto a las murallas de Acre, no hay paz entre los aliados cristianos. El rey Felipe de Francia está furioso con Ricardo por rechazar el matrimonio con su hermana. la respuesta de Ricardo no es otra que proclamar a su reciente esposa de conveniencia, Berengaria, Reina de Inglaterra. El líder musulmán Saladino está fascinado con la belleza y valentía de Berengaria pero durante un parlamento deja claro que los cruzados jamás conquistarán Jerusalén. 
Berengaria, viendo que su presencia enfrenta a los príncipes cristianos, prefiere sacrificarse y huir del campamento. Durante su huida es herida y capturada por soldados de Saladino, quien, reconociéndola, la respeta y la lleva a Jerusalén para que curen sus heridas.
Ignorando esto, Ricardo y los cruzados toman furiosos Acre.
El traidor Conrad le cuenta a Saladino la conspiración que hay contra Ricardo, esperando una recompensa. Berengaria le dice a Saladino que se acostará con el a cambio de que le salve la vida a su marido. Conmovido por su lealtad, Saladino la libera y rescata a Ricardo. Hay una tregua y se permite a los cristianos visitar Jerusalén, la ciudad sagrada.

## Reparto
- Loretta Young como Berenguela de Navarra.
- Henry Wilcoxon como Ricardo I de Inglaterra.
- Ian Keith como Saladino, sultán del Islam.
- C. Aubrey Smith como el Ermitaño.
- Katherine DeMille como Princesa Adela de Francia.
- Joseph Schildkraut como Conrado de Montferrato.
- Alan Hale como Blondel.

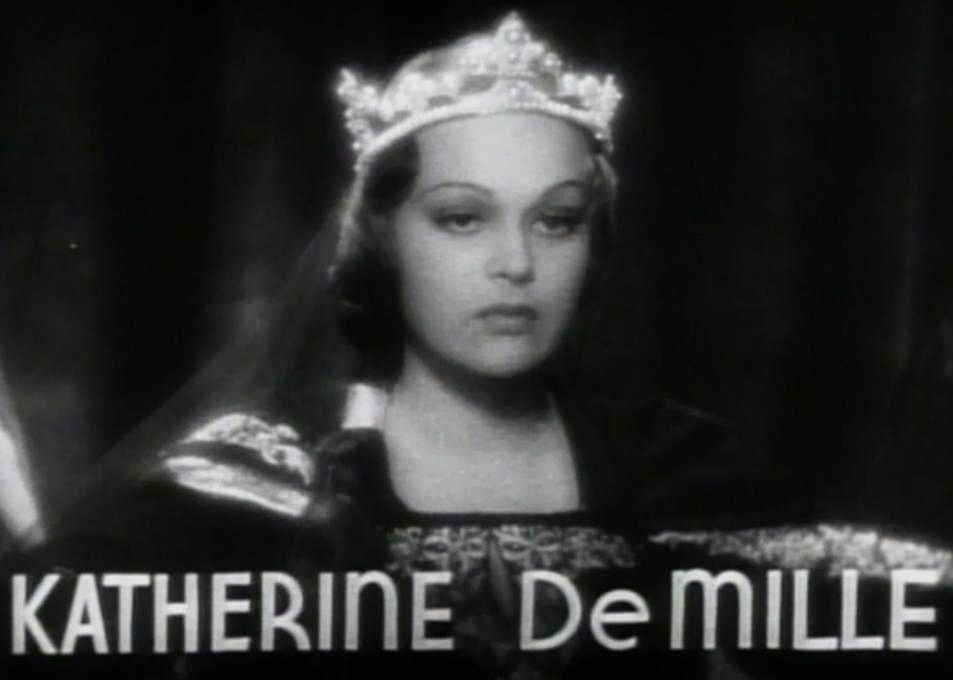
Presentación de Katherine DeMille en el reclamo de la película.
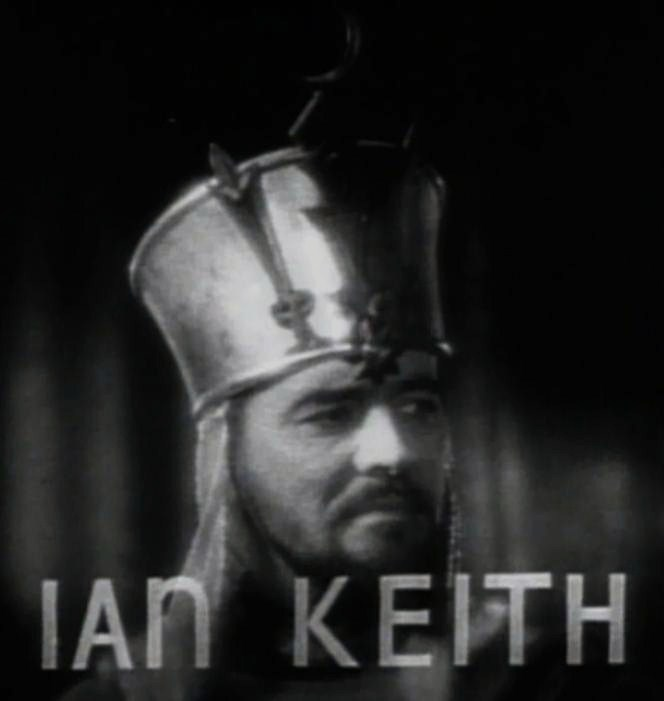
Presentación de Ian Keith.

## Recepción
Andre Sennwald del The New York Times lo llamó "un espectáculo grandioso"." Variety dijo "Probablemente solo DeMille podría hacer una película como esta y salir airoso." Film Daily dijo "una de las mejores películas de DeMille ... las escenas de batallas son de las más impresionantes desde la invención del cine sonoro." El The New Yorker fue menos entusiasta "un regular De Mille" No comparable a sus anteriores trabajos. The Spectator lo describió como  "un film muy largo" con una nula fidelidad histórica, pero alaba las escenas de acción.

## Contexto cultural
Lorraine K. Stock escribió en su ensayo titulado Hollywood in the Holy Land, que trata las películas sobre cruzados, viendo en ellas una intención política. La autora destaca que en este film en particular hay un triángulo erótico entre los dos caudillos y Berengaria de Navarra. Stock apunta que este film puede verse como una reacción al aislacionismo estadounidense tras la Primera Guerra Mundial. Ricardo Corazón de León sería un trasunto de Estados Unidos, que no quiere comprometerse con Europa, encarnada en Berengaria.
Stock nota que los cruzados son vestidos con armaduras y cruces sobre el pecho mientras que los sarracenos van vestidos con un lujo oriental un tanto femenino. En otra escena los sarracenos disparan a un mensajero y hay otras menciones a su maldad, con lo que Stock dice que DeMille "estableció los estereotipos de Ricardo y Saladino que se han repetido desde entonces…".
Pero Saladino también es descrito como valiente y honorable. En el libro "Islam Muslims and Arabs in the Popular Hollywood Cinema", Anton K. Kozlovic cuenta que "The Crusades no tuvo un recibimiento tan entusiasta como DeMille hubiese deseado (Bichard 2004, 292) probablemente porque el film muestra el lado bueno y noble de los musulmanes en contraste con las rastreras conjuras de la cristiandad". Saladino salva a Ricardo de ser asesinado por los traidores de su misma fe. Kozlovic ve en el film un desafío al estereotipo negativo de los musulmanes en otras películas de Hollywood.